# Gynoplistia luteicincta
Gynoplistia luteicincta är en tvåvingeart som beskrevs av Alexander 1924. Gynoplistia luteicincta ingår i släktet Gynoplistia och familjen småharkrankar. Inga underarter finns listade i Catalogue of Life.